# Сіландія
Князівство Сіландія (або Принципат Сіландія) — самопроголошена офіційно невизнана держава, розташована на колишній військово-морській платформі Форт-Роуз, що використовувалася під час другої світової війни за 10 кілометрів від узбережжя Суффолку, що на сході Великої Британії, за координатами (51° 53'40 "N, 1° 28'57"E).
Сіландію було проголошено суверенним князівством 2 вересня 1967 року колишнім майором британської армії Педді Джоном Нільским, а сам Джон став князем новопроголошеної держави.

## Історія
У 1943 році, під час Другої світової війни Великою Британією було зведено платформу Форт-Роуз, одну з платформ Маунсела, передовсім проти німецьких бомбардувальників для прикриття життєво важливих морських шляхів. Платформа складається із плавучої понтонної структури, з надбудованими двома порожнистими вежами, на яких у свою чергу, розташована палуба. Вона була відбуксована та встановлена на піщаній мілині, у міжнародних водах, за межами тримильної зони територіальних вод Сполученого Королівства.
Під час війни, гарнізон форту становив 150—300 персоналу військово-морських сил які перебували тут аж до 1956 року.
Починаючи з 1969 року, запроваджені паспорти та поштові марки Сіландії.
25 вересня 1975 року було прийнято конституцію князівства, власні прапор, герб і гімн, а також створено уряд і відповідні урядові структури. Відтоді Сіландія стала конституційною монархією. Конституцію написав німецький правник Александер Ахенбах, який і став першим головою уряду Сіландії.
23 червня 2006 на платформі сталася сильна пожежа.
На початку 2007 року в електронних ЗМІ з'явилася інформація про придбання 10 січня 2007 Сіландії ученим-політологом із Казахстану Даніяром Ашимбаєвим. Щоправда пізніше виявилося, що ця інформація не відповідає дійсності та є звичайнісіньким жартом.

## Державний устрій та символіка
Сіландія є конституційною монархією, князівством. Князь — Джон Нільский (Бейтс), княгиня — Джоан Сіландська (Нильска), спадкоємець — княжич Майкл Сіландський (Бейтс).
Сіландія була заснована на тому принципі, що будь-яка група людей, не вдоволених жорстокістю законів та обмеженнями існуючих національних держав, може проголосити незалежність у будь-якому місці, яке не знаходиться під юрисдикцією іншої суверенної одиниці. На момент проголошення платформа «Раф Тауер» перебувала під юрисдикцією міжнародних вод. Завдяки цьому народилося національне гасло Сіландії E Mare Libertas, тобто «З моря — свобода».
Прапором Сіландії є червоно-біло-чорний триколор. Червоний колір — символ королівської влади, білий — чистоти, чорний — піратський

## Економіка
Сіландія проголосила себе зоною вільної торгівлі, тут немає митних зборів та обмежень щодо грального бізнесу.

## Проблема визнання
Незалежні спостерігачі відносять Сіландію радше до так званих мікронацій, аніж до категорії невизнаних держав. Хоча її й було згадано як найменшу державу світу, та Сіландію досі офіційно не визнано жодною із суверенних країн світу. Щоправда Рой Бейтс стверджує про де-факто визнання князівства Німеччиною, позаяк вона скерувала дипломата до Сіландії, а також Великою Британією, оскільки англійський суд постановив, що не має юрисдикції щодо Сіландії. Однак ці дії не є визнанням Сіландії цими державами де-юре.